# Jape Kong Su

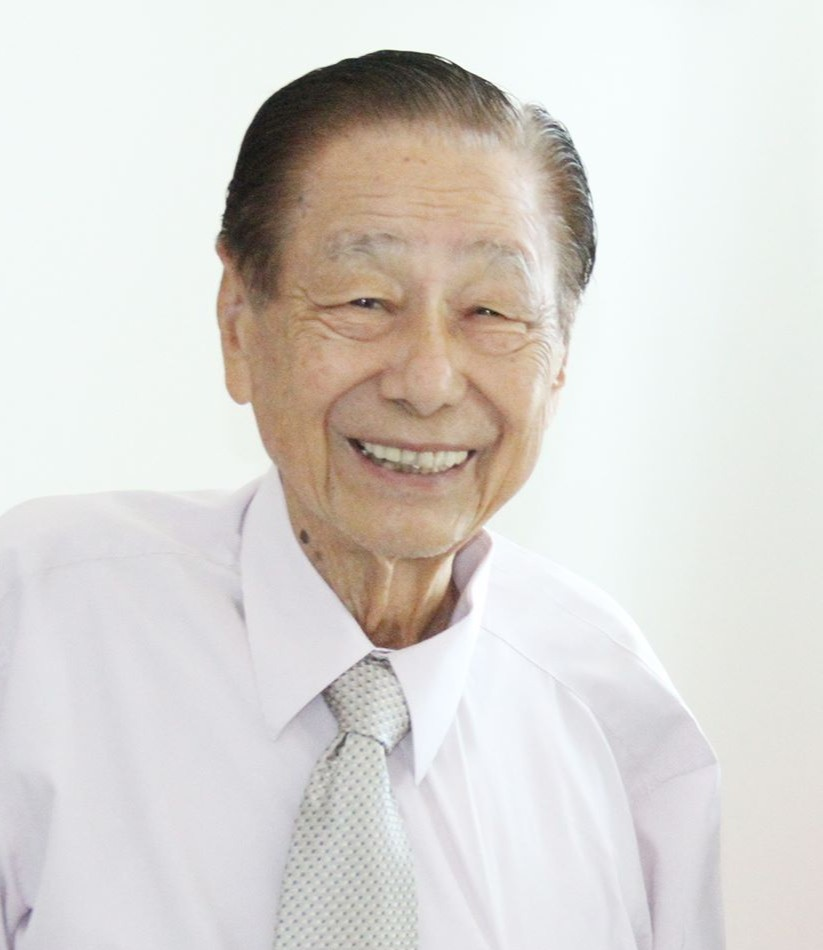
Jape Kong Su (2016)

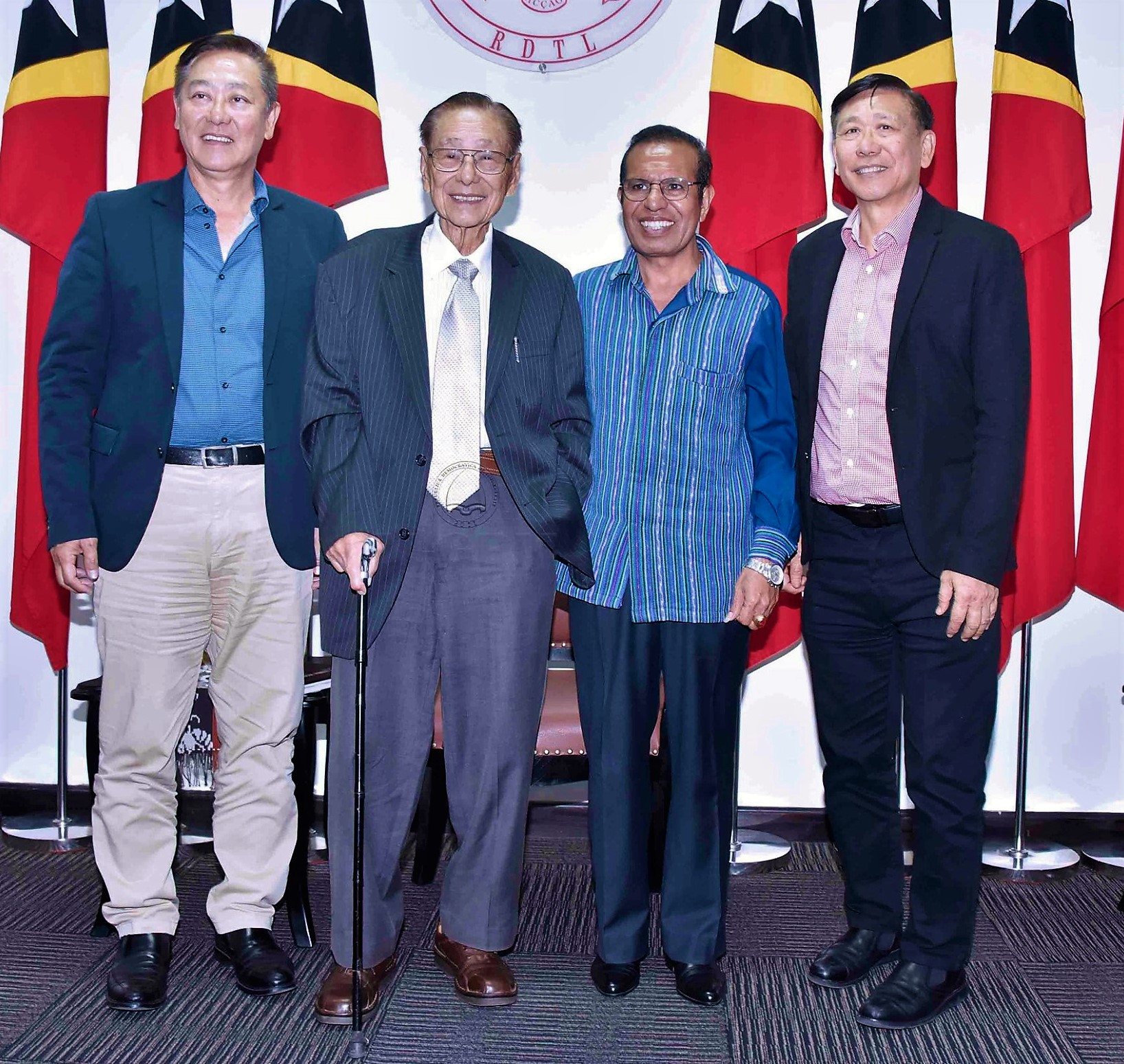
Jape Kong Su (2. v. l.), zusammen mit Alan und Tony Jape bei Premierminister Taur Matan Ruak

Jape Kong Su AM (* 1. Oktober 1924 in Balibo, Bobonaro, Portugiesisch-Timor; † 26. September 2022 in Darwin, Australien) war ein australisch-osttimoresischer Geschäftsmann. Er gehörte der chinesischstämmigen Bevölkerung auf Timor an.

## Werdegang

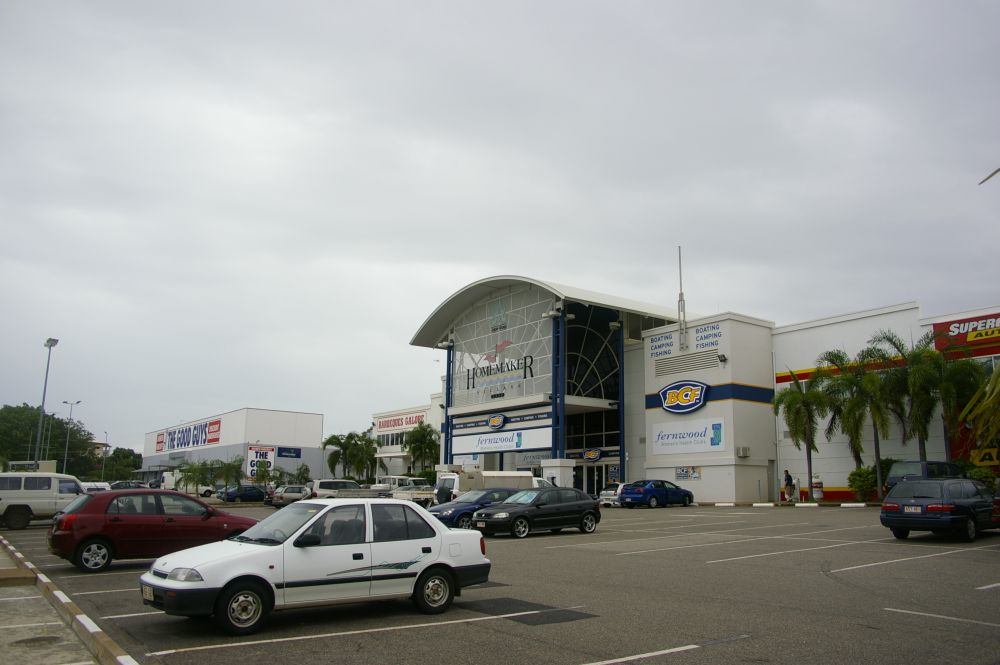
Jape Homemaker Village, Millner

Jape wurde in Balbo, im Westen der Kolonie Portugiesisch-Timor, geboren. Sein Vater Jape A Lem und Onkel waren Händler in Maubara. Die Familie war 1910 nach Timor gekommen und betrieb in Maubara unter anderem den Export von Kaffee.
1975 floh die Familie vor der indonesischen Invasion nach Darwin, wo Jape Kong Su 1976 die Jape Group gründete. Er sprach bei seiner Ankunft kein Englisch, konnte aber vom Wiederaufbau Darwins nach den Zerstörungen durch Zyklon Tracy profitieren. 1977 wurde das Jape Shopping Centre gebaut, was zu einem großen Erfolg wurde. Zwei von Japes Söhnen gründeten ein weiteres Unternehmen und eröffneten im Oktober 1978 im Einkaufszentrum den Jape Furnishing Superstore. 1989 wurde das Einkaufszentrum als Jape Homemaker Village in den Vorort Millner verlegt. Alleine das Jape Furnishing Superstore hat über 300 Mitarbeiter. Jape dehnte seine Geschäftsbeziehungen bis nach Singapur und in die Volksrepublik China aus.

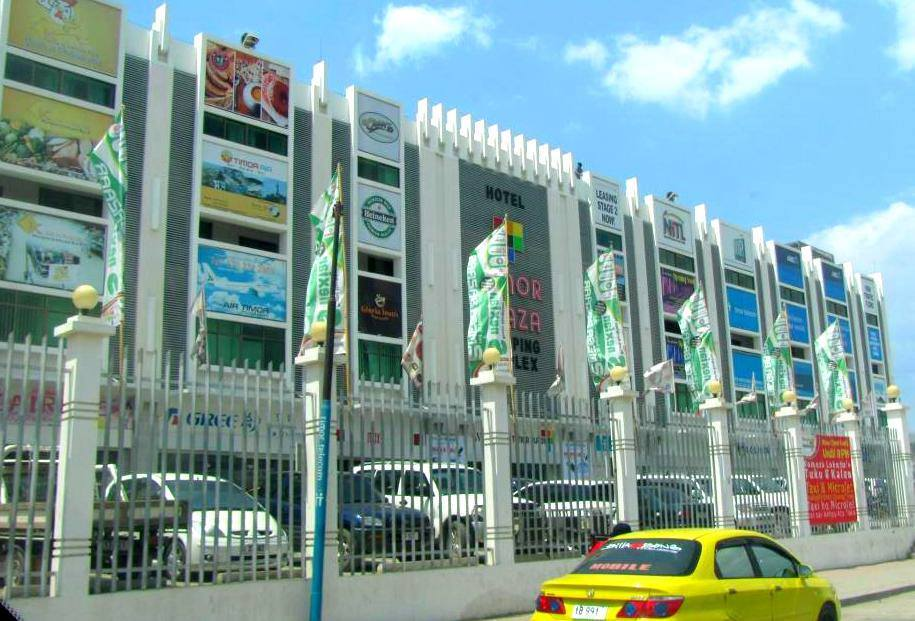
Timor Plaza, Dili

Nach dem Abzug der Indonesier aus Osttimor 2002 engagierte sich Jape beim Wiederaufbau seiner alten Heimat. Zunächst wurde ein kleiner Supermarkt eröffnet. Später verkaufte man die Firmenwerte in Singapur und China und eröffnete in Osttimors Hauptstadt Dili mit der zur Jape Group gehörenden Dili Development Lda. (DDC) 2011 das Timor Plaza, Osttimors erstes Einkaufszentrum.
2017 wurde die Jap A Lem Memorial Clinic eröffnet. Die Klinik, die von medizinischen Fachkräften unter der Schirmherrschaft des Malteserordens betrieben wird, bietet kostenlose Behandlungen und Schulungen für einheimische medizinische Fachkräfte. Die Jape Group errichtete das Gebäude und stellte es dem Malteserorden kostenlos zur Verfügung. Am 3. Mai 2022 wurde das Gebäude des Verwaltungsamt Maubara eröffnet, das von der DDC gebaut worden war. Maubara sehen die Jape als ihr Heimatland an.
Jape starb 2022 im Alter von 97 Jahren in Darwin im Kreise der Familie. Seine sterblichen Überreste wurden nach Dili überführt, wo er seine letzte Ruhe fand. Sowohl Osttimors Premierminister Taur Matan Ruak als auch Staatspräsident José Ramos-Horta kondolierten.

## Familie
Jape Kong Su hinterließ bei seinem Tod seine 78 Jahre alte Frau Lai Min Ha, mit der er zehn Kinder hatte. Dazu kommen Enkel und Großenkel. Der Sohn Alan war Vizepräsident der DDC, der Sohn Tony Geschäftsführer. Auch die Söhne Ian und Kenny arbeiten bei DDC mit.

## Ehrungen
Am 7. November 2017 erhielt er das Großkreuz des Verdienstordens Pro Merito Melitensi. Außerdem war er seit 2014 Member des Order of Australia.